# Glossoloma wiehleri
Glossoloma wiehleri — вид квіткових рослин із родини геснерієвих (Gesneriaceae).

## Біоморфологічна характеристика
G. wiehleri відрізняється від усіх інших однорідних видів епіфітним способом життя, видовженими виткими пагонами понад 4 метри в довжину, шкірястими листками з тонким густим шовковистим запушенням на нижній поверхні й трубкою віночка що широко розширена на спинній поверхні.

## Ареал
Новий вид Glossoloma описаний із західних схилів Анд провінції Пічінча на півночі Еквадору.

## Назва
Видовим епітетом вшановано Ганса Вілера (1930—2003). Вілер був менонітом зі Східної Пруссії (тепер Польща) й іммігрував до США в 1950-х роках. Він здобув ступінь бакалавра у Східному менонітському коледжі в 1954 році і ступінь бакалавра богослов'я в 1956 році в коледжі Гошен в Гошені, штат Індіана. Згодом він залишив церкву менонітів і захопився ботанікою. Вілер здобув ступінь магістра в Корнеллі та ступінь доктора філософії з ботаніки в університеті Маямі. Досвідчені ступені Вілера були зосереджені на систематиці та класифікації Gesneriaceae. Вілер організував і керував 14 навчальними поїздками до Південної та Центральної Америки, включаючи експедицію 1993 року, результатом якої було відкриття Glossoloma wiehleri. Перший автор познайомився з Гансом Вілером у 1994 році і регулярно листувався з ним, поки він не помер у 2003 році. Пристрасть Вілера до Gesneriaceae була заразною.